# Dragutin Topić
Dragutin Topić (serbiska: Драгутин Топић), född den 12 mars 1971 i Belgrad, är en serbisk höjdhoppare som under början av sin karriär tävlade för Jugoslavien.
Topićs genombrott kom under 1990 när han hoppade 2,37 vilket fortfarande gäller som världsrekord för juniorer. Samma år vann han även VM-guld för juniorer samt EM-guld vid EM i Split. Året efter deltog han vid VM i Tokyo där han placerade sig som nia efter att ha klarat 2,28.
Under 1992 blev han bronsmedaljör vid EM inomhus. Han deltog även vid Olympiska sommarspelen 1992 i Barcelona där han slutade på nionde plats. Vid VM 1993 lyckades han inte kvalificera sig till finalomgången. Något bättre gick det vid VM 1995 i Göteborg där han tog sig vidare till finalen men hans 2,25 räckte bara till en åttonde plats.
Topić deltog vid Olympiska sommarspelen 1996 i Atlanta där han blev fyra efter att ha klarat 2,32. Samma höjd nådde han året efter vid inomhus VM i Paris vilket räckte till en bronsmedalj. 
Ytterligare en framskjuten placering blev det vid VM 1999 i Sevilla där han slutade på fjärde plats efter att ha klarat 2,32. Däremot misslyckades han vid Olympiska sommarspelen 2000 och tog sig inte vidare från kvalet. 
2001 stängdes han av i två år efter att ha åkt fast för doping. Han var tillbaka till inomhus-VM 2003 där han slutade fyra. 
Han deltog vid Olympiska sommarspelen 2004 där han slutade på en tionde plats. Vid VM 2005 i Helsingfors blev han nia med ett hopp på 2,25. Vid både VM 2007 och vid Olympiska sommarspelen 2008 blev han utslagen redan i kvalet. 
Topićs personliga rekord är 2,38 utomhus samt 2,35 inomhus.